# Jan Szumlański
Jan Szumlański herbu Korczak (zm. w 1756 roku) – chorąży halicki w 1750 roku, chorąży trembowelski w latach 1744–1750, stolnik trembowelski w latach 1733–1744. Był synem Stefana i Heleny z Grabowieckich.
Jako poseł na sejm konwokacyjny 1733 roku z ziemi halickiej był członkiem konfederacji generalnej zawiązanej 27 kwietnia 1733 roku na tym sejmie. Poseł ziemi halickiej na sejm nadzwyczajny pacyfikacyjny 1736 roku. Poseł ziemi halickiej na sejm 1744 roku. Poseł na sejm nadzwyczajny 1750 roku z ziemi halickiej. Poseł na sejm 1752 roku z ziemi halickiej. 18 stycznia 1754 roku podpisał we Lwowie manifest przeciwko podziałowi Ordynacji Ostrogskiej.